# Las noches del chacal
Las noches del chacal (título original árabe : ليالي ابن آوى, Layali ibn awa) es una película siria, biográfica e histórica, producida por General Organization Cinema in Syria; dirigida y guionada por el director Abdellatif Abdelhamid, en 1989, y 105 min de duración.

## Reparto
- Bassam Kousa - el hijo
- Assad Fedda Abu Kamel
- Najah Abdullah
- Zuhair Ramadan
- Tulay Aaron